# پیتای سرسیاه
پیتای سرسیاه (نام علمی: Erythropitta ussheri) نام یک گونه از تیره پیتا است.